# Gilles Biron
Gilles Biron (Schœlcher, Martinica, 3 de abril de 1995) es un deportista francés que compite en atletismo, especialista en las carreras de relevos.
Ganó una medalla de plata en el Campeonato Mundial de Atletismo de 2023, una medalla de bronce en el Campeonato Europeo de Atletismo de 2022 y una medalla de plata en el Campeonato Europeo de Atletismo en Pista Cubierta de 2023.

## Palmarés internacional
| Campeonato Mundial                   | Campeonato Mundial | Campeonato Mundial | Campeonato Mundial |
| Año                                  | Lugar              | Medalla            | Prueba             |
| ------------------------------------ | ------------------ | ------------------ | ------------------ |
| 2023                                 | Budapest (Hungría) | Medalla de plata   | 4 × 400 m          |
| Campeonato Europeo                   |                    |                    |                    |
| Año                                  | Lugar              | Medalla            | Prueba             |
| 2022                                 | Múnich (Alemania)  | Medalla de bronce  | 4 × 400 m          |
| Campeonato Europeo en Pista Cubierta |                    |                    |                    |
| Año                                  | Lugar              | Medalla            | Prueba             |
| 2023                                 | Estambul (Turquía) | Medalla de plata   | 4 × 400 m          |